# Křelovice (Vysočina)
Křelovice é uma comuna checa localizada na região de Vysočina, distrito de Pelhřimov.